# Keith Millard
Keith Millard (Pleasanton, 18 marzo 1962) è un ex giocatore di football americano e allenatore di football americano statunitense.  Come giocatore ha militato nei Minnesota Vikings, Seattle Seahawks, Green Bay Packers e Philadelphia Eagles della National Football League (NFL), mentre come allenatore della defensive line ha lavorato per Denver Broncos, Oakland Raiders, Tampa Bay Buccaneers e Tennessee Titans della NFL.

## Carriera universitaria
Dopo un trascorso da tight end nel suo anno da freshman alla Washington State University, nel suo anno da sophomore fu spostato nel ruolo di defensive tackle, ruolo poi ricoperto nel suo anno da junior e nel suo prosieguo di carriera nel football professionistico. Tra i maggiori riconoscimenti a livello universitario vanno citati il prestigioso Morris Trophy ed il Pac-10's top defensive lineman.

## Carriera professionistica come giocatore

### Minnesota Vikings
Dopo essere stato scelto nel Draft NFL 1984 dai Minnesota Vikings come 14º assoluto nel primo giro, Millard decise di disputare una stagione nel campionato USFL con la maglia dei Jacksonville Bulls. Qui si mise in luce col secondo miglior stagionale di sack, 12, secondo dietro Reggie White che lo precedette di solo mezzo sack. Terminata l'esperienza in USFL, Millard tornò ai Vikings e nella sua stagione da rookie, a dispetto delle sole 5 partite giocate da titolare, giocando come defensive end fu team leader con 11 sack, risultato praticamente bissato l'anno successivo. Dopo due anni in cui calò la sua produzione con 12.5 sack messi a segno tra 1987 e 1988, nel 1989 visse quella che fu senza dubbio la sua stagione migliore ed in generale nella storia della franchigia una delle migliori per un DT. Infatti mise a segno 18 sack, secondo migliore stagionale dietro i 21 sack messi a segno dal suo compagno di squadra Chris Doleman, risultato che rappresenta a tutt'oggi la 3ª miglior prestazione nella storia dei Vikings e consentì a Millard di stabilire il record NFL per sack messi a segno da un DT, un primato che resistette trent'anni prima di venire superato da Aaron Donald nel 2018. Questo risultato gli permise inoltre di essere convocato per il suo secondo Pro Bowl, di essere inserito per la seconda volta nella selezione First-team All-Pro e di essere premiato come Miglior difensore dell'anno della NFL. Il 1989 rappresenterà per Millard l'apice della sua carriera, che, complici diversi infortuni, da quel momento in poi fu solo un calvario: nel 1990 giocò quattro partite prima di lesionarsi il legamento crociato anteriore nel tentativo di effettuare un sack su Vinny Testaverde, infortunio che lo tenne fuori dai campi per il resto del 1990 e per il 1991.

### Seattle Seahawks, Green Bay Packers e Philadelphia Eagles
Passato ai Green Bay Packers dopo un'estemporanea apparizione con i Seattle Seahawks, giocò due partite prima di infortunarsi al ginocchio contro i Cleveland Browns. Passato ai Philadelphia Eagles nel 1993, dopo un ennesimo infortunio al ginocchio, su cui gravò il peso di Lewis Tillman dei New York Giants che vi cadde sopra in uno scontro, Millard chiuse definitivamente col football giocato, pur scendendo in campo in 14 match su 16 di regular season.

## Carriera professionistica come allenatore
La prima esperienza da allenatore Millard la ebbe a livello collegiale, dove nel 1996 fu allenatore della defensive line per il Fort Lewis College. Quindi l'anno successivo passò al Menlo College dove fu per tre anni, dal 1997 al 2000, coordinatore della difesa/allenatore dei linebacker. In seguito allenò i Los Angeles Dragons nella Spring Football League e nel 2001 fu allenatore della defensive line dei San Francisco Demons sotto la guida del capo allenatore Jim Skipper, poi allenatore dei running back durante la sua esperienza ai Tennessee Titans. Nel 2002 la chiamata dei Denver Broncos di cui Millard contribuì a fare una delle migliori difese della lega. Durante due dei suoi tre anni di permanenza in Colorado infatti, i Broncos furono tra le prime cinque difese della lega e nel 2004, Bertrand Berry, Trevor Pryce e Reggie Hayward fecero segnare non meno di 8.5 sack ciascuno. Dal 2005 al 2007 fu allenatore della defensive line degli Oakland Raiders e con la sua esperienza aiutò il defensive end Derrick Burgess a conquistare due convocazioni al Pro Bowl e a guidare la lega per sack nel 2005, e il defensive tackle Warren Sapp a guidare la lega per sack messi a segno da un DT nel 2006. Nel 2006 inoltre i Raiders furono la terza miglior difesa della NFL. Fecero seguito poi due parentesi presso i Tampa Bay Buccaneers e i Tennessee Titans, che furono meno fruttuose delle due precedenti e si consumarono entrambe nell'arco di una stagione.

## Palmarès

### Individuale
- Miglior difensore dell'anno della NFL: 1

1989
- Convocazioni al Pro Bowl: 2

1988, 1989
- First-team All-Pro: 2

1988, 1989
- Second-team All-Pro: 2

1986, 1987
- Difensore dell'anno della NFC: 1

1989
- UPI Difensore dell'anno della NFC: 1

1989
- Formazione ideale della NFL degli anni 1980
- Formazione ideale di tutti i tempi della USFL
- I 50 più grandi Vikings
- Record NFL di sack in una singola stagione per un DT (18)

## Statistiche
| Partite totali      | 93 |
| Partite da titolare | 69 |
| Sack                | 58 |
| Intercetti          | 2  |